# Voyennes
Voyennes település Franciaországban, Somme megyében. Lakosainak száma 592 fő (2022. január 1.). Voyennes Béthencourt-sur-Somme, Hombleux, Matigny, Offoy, Rouy-le-Grand, Rouy-le-Petit és Villecourt községekkel határos.

## Népesség
A település népessége az elmúlt években az alábbi módon változott:
| Lakosok száma | 627  | 619  | 631  | 603  | 601  | 591  | 586  | 589  | 592  |
|               | 2013 | 2015 | 2016 | 2017 | 2018 | 2019 | 2020 | 2021 | 2022 |